# William Jackson Bean
William Jackson Bean (26 de maig de 1863 a Yorkshire – 19 d'abril de 1947 a Kew, Surrey) va ser un botànic britànic, curator dels Kew Gardens des de 1922 a 1929.
Va escriure els dos volums de Trees and Shrubs Hardy in the British Isles, publicats el 1914. Una edició en 4 volums revisada roman com llibre estàndard de referència per les plantes llenyoses a la Gran Bretanya actual.
Bean va també escriure: Shrubs for Amateurs el 1924, Ornamental Trees for Amateurs el 1925, i Wall Shrubs and Hardy Climbers el 1939. També va revisar i expandir Trees and Shrubs. Bean va rebre la Royal Victorian Order el 1936.